# Preddvor
Preddvor (Duits: Höflein) is een gemeente in de Sloveense regio Gorenjska en telt 3200 inwoners (2002).

## Plaatsen in de gemeente
Bašelj, Breg ob Kokri, Hraše pri Preddvoru, Hrib, Kokra, Mače, Možjanca, Nova vas, Potoče, Preddvor, Spodnja Bela, Srednja Bela, Tupaliče, Zgornja Bela
Bled · Bohinj · Cerklje na Gorenjskem · Gorenja vas-Poljane · Jesenice · Jezersko · Kranj · Kranjska Gora · Naklo · Preddvor · Radovljica · Šenčur · Škofja Loka · Tržič · Železniki · Žiri · Žirovnica
1. ↑  "Prebivalstvo po starosti in spolu, občine, Slovenija, polletno". Statistični urad Republike Slovenije. Geraadpleegd op 18 april 2021.